# 塩出浩之
塩出 浩之（しおで ひろゆき、1974年 - ）は、日本の歴史学者、京都大学大学院文学研究科教授（現代史学専修）。専門は日本近代史・政治史。

## 経歴
広島県生まれ。筑波大学附属駒場高等学校卒、1997年東京大学教養学部卒。2004年同大学院総合文化研究科博士課程修了、「近代日本の移植民と政治的統合」で博士（学術）。2006年琉球大学法文学部専任講師、2007年准教授、2016年教授、2018年4月京都大学准教授、2021年4月現職。2016年『越境者の政治史』で毎日出版文化賞、角川源義賞、サントリー学芸賞受賞。

## 著書
- 『岡倉天心と大川周明 「アジア」を考えた知識人たち』山川出版社 日本史リブレット 2011
- 『越境者の政治史 アジア太平洋における日本人の移民と植民』名古屋大学出版会 2015

編著
- 『公論と交際の東アジア近代』編東京大学出版会 2016

## 論文
- CiNii>塩出浩之